# Conus clarki
Conus clarki är en snäckart som beskrevs av Alfred Rehder och Abbott 1951. Conus clarki ingår i släktet Conus och familjen kägelsnäckor. Inga underarter finns listade i Catalogue of Life.